# Gender Wars
Gender Wars é um jogo de ação tática em tempo real desenvolvido pela The 8th Day e Sales Curve e publicado para DOS pela GT Interactive e Sales Curve Interactive em 1996. Uma versão para PlayStation estava em desenvolvimento, mas foi cancelada. O jogo se passa em um ponto indeterminado no futuro, no qual a humanidade está dividida em duas sociedades em guerra com base no gênero.

## Jogabilidade
O jogador controla um líder de grupo de combate (em inglês:  Squad) e qualquer um de seus membros, enquanto eles matam inimigos, destroem instalações inimigas ou recuperam dispositivos. No entanto, o jogador terá que controlar cada membro de cada vez, pois eles têm dificuldade em se orientar sozinhos.

## Trama
No futuro, após uma era de "politicamente correto e igualdade",  a humanidade é dividida em duas facções guerreiras baseadas no sexo e entra em um conflito brutal conhecido como "Guerras de Gênero" (em inglês:  Gender Wars). Cada facção é uma caricatura dos estereótipos convencionais de gênero. A facção masculina é formada por atletas grosseiros obcecados por álcool e outras coisas "masculinas", enquanto a facção feminina tem arquétipos de patricinhas de cabeça vazia preocupadas com moda e outros interesses estereotipicamente femininos. Ambas as facções realizam ataques uma contra a outra para roubar material de clonagem e capturar o líder da outra.
O jogador deve escolher entre a facção masculina ou feminina. Independentemente da escolha do jogador, a facção vitoriosa submeterá os membros restantes do sexo derrotado à servidão. O jogo termina com o narrador mencionando que a facção do jogador foi derrubada por uma rebelião causada por homens e mulheres trabalhando juntos, alguns anos após o fim das Guerras dos Gêneros.

## Recepção
A GameSpot deu a Gender Wars uma pontuação de análise "razoável" de 6,6/10, opinando que é "um jogo de estratégia arcade sólido que não requer muita concentração e tem profundidade suficiente para manter as coisas interessantes. Essa premissa básica, juntamente com o enredo original do jogo, bom vídeo e som e uma jogabilidade surpreendentemente boa, fazem um título muito envolvente." Uma retrospectiva de Richard Cobbett da PC Gamer chamou-o de "um aspirante a Syndicate lixo", que ainda lida com seu assunto "melhor do que Rex Nebular and the Cosmic Gender Bender."